# Рама I
Пхра Бат Сомдет Пхра Пораментхарамаха Чакри Пхра Пхуттха Йотфа Чулалок (на тайски: พระบาทสมเด็จพระปรมินทรมหาจักรีบรมนาถฯ พระพุทธยอดฟ้าจุฬาโลก, Phra Bat Somdet Phra Poramintharamaha Phra Phuttha Yot Fa Chula Lok, 20 март 1736–7 септември 1809), е крал на Сиам (1782-1809) под името Рама I.
Основател и първи крал на управляващата и днес тайландска династия Чакри, Рама I, наричан посмъртно Велики, е почитан като основател на Банкок и първи монарх от Банкокския период в историята на Тайланд.
Роден в кралство Аютхая, Пхуттха Йотфа служи при краля на Тонбури Таксим Велики по време на войните му срещу Бирма и му помага да завърши процеса на обединение на Сиам. По това време Пхуттха Йотфа се издига до позицията на най-могъщия военачалник на Сиам. През 1782 г. организира преврат и детронира крал Таксим, завзема властта и се обявява за крал на Сиам.
Сред най-важните събития от управлението на Рама I е сиамо-бирманската война от 1785 г., която е последният сериозен опит на Бирма да завладее Сиам. Йотфа е първият Сомдет Чао Прая – най-високият благороднически ранг в кралство Сиам, еквивалентен на кралския титул.